# Беркенгед
Беркенге́д (англ. Birkenhead, /ˌbɜːkənˈhed/) — місто на заході Великої Британії, в окрузі Віррал, Мерсісайд. Розташоване в гирлі річки Мерсей, навпроти міста Ліверпуля (фактично є його передмістям). Населення 83 729 мешканців (перепис 2001 року), у 1956 році становило 142,6 тис. мешканців. Суднобудування, сталеливарна, харчова промисловість. Портові споруди Беркенгеда — частина ліверпульського порту; залізничний тунель сполучає із Ліверпулем.

## Уродженці
- Френсіс Ґрірсон (1848—1927) — американський композитор, піаніст і письменник
- Гленда Джексон (нар. 1936) — англійська акторка і політик